# Georg Wilhelm Schulze

Geistliche Lieder, Jubiläumsausgabe 1894, Halle (Saale)

Georg Wilhelm Schulze (* 7. April 1829 in Göttingen; † 9. September 1901 in Kreischa) war ein deutscher Missionsprediger und der erste Pastor der freien evangelisch-lutherischen Christus-Kirche in Berlin-Kreuzberg. Daneben war er Schriftsteller und Liedtextdichter. Mit dem Spitznamen Tränenschulze war er im Berlin der Kaiserzeit eine Berühmtheit. Den Namen verdankte er je nach Meinung einer Predigt über die Tränen Christi in Lk 19,41-48  oder seiner Fähigkeit, seine Zuhörer zu Tränen zu rühren. Als Pseudonym nutzte Georg Wilhelm Schulze den Namen Wilhelm Immanuel.

## Leben
Georg Wilhelm Schulze, Sohn eines Tuchfabrikanten, verlor im Kindesalter beide Eltern und wuchs in einem Göttinger Waisenhaus auf. Wegen seiner Begabung wurde ihm der Besuch eines Gymnasiums ermöglicht. 1850 begann er an der Göttinger Universität das Theologiestudium, das er mit dem Erteilen von Privatunterricht finanzierte. Bereits in dieser Zeit predigte er aushilfsweise in den Kirchen der Region und erregte durch sein Rednertalent Aufmerksamkeit.
1856 ging er als Hauslehrer und Seelsorger nach Badow in Mecklenburg. 1858 begleitete er den jungen Baron von Döring als Erzieher nach Berlin. Dort trat er 1860 als Missionsprediger in den Dienst der London Society for Promoting Christianity Amongst the Jews. In dieser Funktion unternahm er weite Predigtreisen durch Norddeutschland, nach England, Russland und Frankreich.
Bis 1866 arbeitete Georg Wilhelm Schulze in der Judenmission. Seine Zuhörer und Freunde wünschten sich, dass er weiter predigte. Diesem Wunsch kam er in Berlin in einer Wohnung in der Wilhelmstraße nach. 
1867 promovierte er an der philosophischen Fakultät der Universität Jena zum Thema Staat und Christentum in ihren gegenseitigen Verhältnissen. 
Am 13. Dezember 1867 nahm er an der Gründung des Vereins der Freunde Zions teil, welcher der Unterstützung von getauften Christen jüdischer Abkunft diente. In der Alexandrinenstraße wurde die erste Kapelle für 500 Zuhörer errichtet und am 31. Mai 1868 eingeweiht. Im Jahre 1871 benannte sich der Verein in Freie Evangelisch-Lutherische Jesus-Gemeinde um. Diese Gemeinde sollte nach Schulzes Wunsch von den kirchlichen Behörden unabhängig sein, was ihn in Konflikt mit dem königlichen Konsistorium brachte, das ihn zum Verlassen der Landeskirche aufforderte. Schulze kam dieser Aufforderung nach, empfahl seinen Anhängern aber den Verbleib in der Landeskirche. 
Der in der Kapelle zur Verfügung stehende Platz reichte nach einigen Jahren nicht mehr aus. Obwohl Schulze zuvor keinen Kirchenbau veranlassen wollte, sah er sich nun dazu gezwungen. Im Jahre 1875 kaufte er ein entsprechendes Grundstück. Die Finanzierung des Baus leistete seine spätere Ehefrau aus Sankt Petersburg; die Planung sein Schwager, der Maurermeister war, und ein Zimmermann aus St. Petersburg. 
Am 23. September 1875 wurde Richtfest gefeiert; am 4. Juni 1876 wurde die Kirche eingeweiht. Es handelte sich um die Jesus-Kirche in Berlin-Kreuzberg, die am 3. Februar 1945 zerstört und ab dem 31. Juli 1960 durch einen Neubau ersetzt wurde.
Schulze blieb Prediger der von ihm gegründeten Gemeinde, bis er sich wegen einer schweren Erkrankung zur Erholung nach Kreischa begab. Dort starb er am 9. September 1901.

## Befürworter und Kontrahenten
Der Besuch eines Gottesdienstes unter der Leitung von Georg Wilhelm Schulze trug dazu bei, dass Ottilie Baader mit ihrem Vater 1877 aus der Landeskirche austrat und sich der Freien Gemeinde anschloss.
Am 15. Dezember 1900 richtete Schulze den Hochzeitsgottesdienst für Alexander Ettenburg aus, der ihn als „Berlins populärsten Geistlichen“ bezeichnete.
Das Gemeindeideal, das Schulze der Jesus-Gemeinde verlieh, sollte unter anderem prägend auf Paul Wachtsmuth wirken. 
Moritz de Jonge, ein Kontrahent jüdischen Glaubens, bezeichnete Schulzes Predigtstil als „weinerlichen, pietistischen Kanzelton“ und „Permanenz-Weinerlichkeit“. De Jonge betrachtete Schulzes Buch über das Gleichnis vom verlorenen Sohn (Lk 15,11–32 ) als Verwässerung der pointierten Worte Jesu, die seiner Meinung nach typisch für christliche Prediger war.

## Werke
- Geistliche Lieder, Richard Mühlmann, 1. Auflage 1858, 2. Auflage Halle 1859, erweiterte 3. Auflage 1861, 4. Auflage 1862, 10. Auflage (nach nochmaliger Erweiterung) 1871, 37. Auflage 1906, Neuauflage: Nabu Press 2012, ISBN 128601946X und ISBN 978-1286019467
- Die Thränen Christi den Christen eine Predigt der Gnade und des Zornes Gottes. Predigt über Lucas 19, 41-48, etc, 1859
- Das Gleichnis vom verlorenen Sohne Dem Christenvolke an's Herz gelegt und mit Zugabe in Liedern., Küntsee & Beck, Berlin 1861
- Staat und Christentum in ihren gegenseitigen Verhältnissen, Frommann, Jena 1867, Inaugural-Dissertation, Neuauflage: Nabu Press 2012, ISBN 1276255748 und ISBN 978-1276255745
- Dein Name, o Herr, ist göttliche Güte, Kistner, Leipzig 1868, Lied, vertont von Gustav Graben-Hoffmann, op. 79, Text in den Geistlichen Liedern, 10. Auflage, auf S. 177
- Wilhelm Immanuel: Anna-Rose oder Wachet und betet, 170. Tausend 1903, Neuauflage: Verlag der Lutherischen Buchhandlung, Gr. Oesingen 2001, ISBN 3861472236 und ISBN 978-3861472230
- Geistliche Lieder mit Orgel- und Klavierbegleitung, 1903[3]

## Ehrungen
Nach Georg Wilhelm Schulze wurde das Georg-Wilhelm-Schulze-Haus im Hof der heutigen Jesus-Kirche in Berlin-Kreuzberg benannt. Das Gebäude dient heute als evangelische deutsch-griechische Kindertagesstätte.
Ein Gebiet um die Jesus-Kirche in der Wassertorstraße wird Georg Wilhelm Schulze zu Ehren im Volksmund Tränen-Schulze genannt.